# Nicole Müller (Turnerin)
Nicole Müller (* 14. November 1994 in Hamburg) ist eine deutsche Rhythmische Sportgymnastin.
Nicole Müller trainiert seit 2010 am DTB-Nationalmannschaftszentrum Fellbach-Schmiden (Bundesleistungszentrum für Rhythmische Sportgymnastik und Sportinternat) und lebt in Fellbach. Die Schülerin startet für den SV Nettelnburg-Allermöhe und wird von Natalia Stsiapanava, Ekaterina Kotelikova und Vladimir Komkov trainiert. Sie begann mit dem Sport im Alter von fünf Jahren und wurde zunächst von Olga Golecko trainiert. Ihr Spezialgerät ist der Ball.
Zunächst war Müller Ersatzturnerin der Nationalmannschaft. Nachdem sich Karolina Raskina vor den Weltmeisterschaften 2011 in Montpellier verletzte, rutschte Müller ins Team und überzeugte. Mit Cathrin Puhl, Camilla Pfeffer, Sara Radman, Mira Bimperling und Regina Sergeeva erreichte sie den sechsten Rang im Gruppen-Mehrkampf sowie Platz sieben in der ersten und Platz fünf in der zweiten Gerätegruppe. Mit dem sechsten Rang qualifizierte sich das Team direkt für die Olympischen Sommerspiele 2012 in London. Vor den Spielen kam sie noch bei den Europameisterschaften 2012 in Nischni Nowgorod zum Einsatz. Im Gruppen-Mehrkampf erreichte sie mit Judith Hauser, Bimperling, Pfeffer, Puhl und Radman den neunten Rang. In der gleichen Besetzung belegte die Gruppe bei den Olympischen Spielen in London den zehnten Platz.
Nachdem Müller 2013 wieder als Ersatzturnerin am Bundesstützpunkt trainierte, konnte sie sich 2014 erneut für die Wettkampfformation empfehlen und wurde bei den Europameisterschaften 2014 in Baku mit Hauser, Anastasija Khmelnytska, Daniela Potapova, Radman und Rana Tokmak elfte im Mehrkampf und achte im Finale mit zehn Keulen.